# Fabio Reynaldo Colindres Abarca
Fabio Reynaldo Colindres Abarca (* 20. Juni 1961 in Ilobasco) ist ein salvadorianischer Geistlicher und römisch-katholischer Bischof von San Miguel.

## Leben
Fabio Reynaldo Colindres Abarca empfing am 6. April 1987 die Priesterweihe.
Papst Johannes Paul II. ernannte ihn am 12. November 2003 zum Apostolischen Administrator und Benedikt XVI. am 2. Februar 2008 zum Militärbischof des Militärordinariats von El Salvador. Die Bischofsweihe spendete ihm der Apostolische Nuntius in El Salvador und Belize, Erzbischof Luigi Pezzuto, am 29. März desselben Jahres; Mitkonsekratoren waren José Oscar Barahona Castillo, Altbischof von San Vicente, und Rodrigo Orlando Cabrera Cuéllar, Bischof von Santiago de María. Der Papst ernannte ihn am 8. Oktober 2011 für die bis zum 11. Juni 2012 währende Sedisvakanz zum Diözesanadministrator von Sonsonate.
Am 7. Dezember 2017 ernannte ihn Papst Franziskus zum Bischof von San Miguel. Die Amtseinführung fand am 7. April des folgenden Jahres statt.